# 山内通義
山内 通義（やまのうち みちよし、1850年（嘉永2年12月）- 1912年（明治45年）5月21日）は、明治期の陸軍軍人。最終階級は陸軍工兵大佐。

## 経歴
山口県士族。陸軍少尉に任官の後、1872年7月（明治5年6月）、陸軍中尉に昇進。西南戦争に従軍し、1877年（明治10年）5月4日に陸軍少佐に昇進するとともに東京鎮台工兵第1大隊長に仰せ付けられる。1879年（明治12年）ごろ、高崎営所に在勤。以後、東京鎮台幕僚参謀、兼工兵局御用掛、名古屋鎮台参謀などを歴任し、1884年（明治17年）10月7日、陸軍教導団次長に就任し、同月25日、工兵中佐に昇進。1888年（明治21年）12月27日、陸軍工兵大佐に進み、翌日、陸地測量部長に就任。1889年（明治22年）6月3日、初代陸軍砲工学校長に転じた。1893年（明治26年）4月21日に休職し、1894年（明治27年）11月24日、留守第2師団参謀長として復帰した。1901年（明治34年）5月19日、予備役に編入され、1908年（明治41年）4月1日に退役した。

## 栄典
- 1874年（明治7年）3月10日 - 正七位[13]
- 1884年（明治17年）11月14日 - 正六位[14]
- 1885年（明治18年）11月19日 - 勲三等旭日中綬章[15]
- 1888年（明治22年）11月29日 - 大日本帝国憲法発布記念章[16]
- 1891年（明治24年）7月6日 - 従五位[17]
- 1901年（明治34年）7月10日 - 正五位[18]

## 人物
- 書画、唐宋の詩歌を愛好していた[19]。
- 東京市牛込区市谷田町2丁目24番地の家を所有していたが、「赤字になりかけたら、へんな見栄なんか棄てて、まず家蔵を売ってしまえ」と遺言していた[20]。

## 親族
- 五男 山内義雄（フランス文学者）[21]